# Campionato africano femminile under 23 di pallavolo 2014
Il campionato africano femminile under 23 di pallavolo 2014 si è svolto dal 7 al 9 settembre 2014 ad Algeri, in Algeria: al torneo hanno partecipato quattro squadre nazionali under 23 africane e la vittoria finale è andata per la prima volta all'Egitto.

## Impianti
|                                                                                 |  |  |
|                                                                                 |  |  |
| Salle Omnisports Hacène Harcha Città: Algeri Capienza: 6 000 Anno d'apertura: - |  |  |

## Regolamento

### Formula
Le squadre hanno disputato un'unica fase con formula del girone all'italiana.

### Criteri di classifica
Se il risultato finale è stato di 3-0 o 3-1 sono stati assegnati 3 punti alla squadra vincente e 0 a quella sconfitta, se il risultato finale è stato di 3-2 sono stati assegnati 2 punti alla squadra vincente e 1 a quella sconfitta.
L'ordine del posizionamento in classifica è stato definito in base a:
- Punti;
- Ratio dei set vinti/persi;
- Ratio dei punti realizzati/subiti;
- Risultati degli scontri diretti.

## Squadre partecipanti
| Squadra  | Qualificazione      | Ultima partecipazione |
| -------- | ------------------- | --------------------- |
| Algeria  | Paese organizzatore | Debutto               |
| Botswana | -                   | Debutto               |
| Egitto   | -                   | Debutto               |
| Tunisia  | -                   | Debutto               |

## Torneo

### Risultati
| 7 settembre 2014 Salle Omnisports Hacène Harcha, Algeri Durata: 1h:31 - Spettatori: 100 | Egitto  | 3 - 0 | Tunisia  | 26-24, 25-16, 25-18 |
| 7 settembre 2014 Salle Omnisports Hacène Harcha, Algeri Durata: 1h:10 - Spettatori: 100 | Algeria | 3 - 0 | Botswana | 25-14, 25-13, 25-12 |
| 8 settembre 2014 Salle Omnisports Hacène Harcha, Algeri Durata: 1h:31 - Spettatori: 100 | Egitto  | 3 - 0 | Botswana | 25-12, 25-5, 25-7   |
| 8 settembre 2014 Salle Omnisports Hacène Harcha, Algeri Durata: 1h:45 - Spettatori: 150 | Tunisia | 3 - 1 | Algeria  | 25-21, 17-25, 25-20 |
| 9 settembre 2014 Salle Omnisports Hacène Harcha, Algeri Durata: 1h:06 - Spettatori: 50  | Tunisia | 3 - 0 | Botswana | 25-12, 25-12, 25-16 |
| 9 settembre 2014 Salle Omnisports Hacène Harcha, Algeri Durata: 1h:55 - Spettatori: 200 | Egitto  | 3 - 1 | Algeria  | 25-16, 23-25, 25-20 |

### Classifica
| Pos | Squadra  | Pt | G | V | P | SV | SP | Ratio | PF  | PS  | Ratio |
| --- | -------- | -- | - | - | - | -- | -- | ----- | --- | --- | ----- |
| 1   | Egitto   | 9  | 3 | 3 | 0 | 9  | 1  | 9.000 | 249 | 166 | 1.500 |
| 2   | Tunisia  | 6  | 3 | 2 | 1 | 6  | 4  | 1.500 | 225 | 197 | 1.142 |
| 3   | Algeria  | 3  | 3 | 1 | 2 | 5  | 6  | 0.833 | 240 | 229 | 1.048 |
| 4   | Botswana | 0  | 3 | 0 | 3 | 0  | 9  | 0.000 | 103 | 225 | 0.457 |

## Classifica finale
| Pos | Squadre  | Qualificazione                    |
| --- | -------- | --------------------------------- |
|     | Egitto   | Campionato mondiale under 23 2015 |
|     | Tunisia  |                                   |
|     | Algeria  |                                   |
| 4   | Botswana |                                   |

## Premi individuali
| Premio                 | Nome            | Squadra |
| ---------------------- | --------------- | ------- |
| MVP                    | Jihen Mohamed   | Tunisia |
| Miglior attaccante     | Celia Bourihane | Algeria |
| Miglior muro           | Sarrah Hanafy   | Egitto  |
| Miglior servizio       | Celia Bourihane | Algeria |
| Miglior palleggiatrice | Nihel Kebaier   | Tunisia |
| Miglior ricevitrice    | Nihel Ahmed     | Egitto  |
| Miglior libero         | Fatima Ktari    | Tunisia |